# Olympique Lyonnais 2011-2012
Questa voce raccoglie le informazioni riguardanti l'Olympique Lyonnais nelle competizioni ufficiali della stagione 2011-2012.

## Stagione
La crescente disaffezione del pubblico nei confronti di Claude Puel porta la società a sollevarlo dall'incarico, affidando la panchina a Rémi Garde. Ex bandiera del Lione negli anni Ottanta e Novanta, Garde è alla prima esperienza da allenatore dopo essere stato assistente di Paul Le Guen e Gérard Houllier. Sul mercato vengono acquistati i difensori Koné e Dabo e il centrocampista Fofana, mentre Toulalan è ceduto al Málaga e Pjanić alla Roma. Nelle prime partite di campionato il Lione fatica un po', anche a causa della contemporaneità con il preliminare di Champions League, ma alla 6ª giornata si porta in testa alla classifica dopo aver battuto l'Olympique Marsiglia. Vetta persa però nel turno immediatamente successivo, con la prima sconfitta stagionale sul campo del Caen. Il Lione ottiene buoni risultati nelle partite casalinghe, mentre in trasferta latita e perde due sfide importanti come quelle contro Paris Saint-Germain e Lilla. Dopo aver perso tra le mura amiche contro il Rennes, il Lione mette insieme una striscia di quattro vittorie consecutive interrotta dalla sconfitta a Valenciennes all'ultima giornata del girone di andata. Al giro di boa i Gones occupano il quarto posto con cinque punti di ritardo rispetto al PSG capolista. Nel mese di gennaio il Lione deve fronteggiare una vera e propria emergenza, tra calciatori infortunati e altri impegnati in Coppa d'Africa: fatto sta che i Gones perdono posizioni in classifica, retrocedendo al sesto posto. La situazione non migliora nel mese successivo, paventando il rischio di una clamorosa esclusione dalle competizioni europee. La partita che risolleva la situazione è il derby vinto di misura in casa del Saint-Étienne: il Lione rientra in lotta per il quarto posto, conquistato alla 30ª grazie al ko del Tolosa sul campo del Lilla. A questo punto inizia proprio contro i Toulousains un duello per mantenere l'ultima posizione in classifica utile per la qualificazione europea: nonostante la sconfitta nello scontro diretto alla 32ª, il Lione chiude il campionato al quarto posto e si qualifica per l'Europa League dopo aver partecipato per dodici edizioni consecutive alla Champions.
L'avventura nella massima competizione europea era iniziata con il passaggio del turno agli spareggi contro i russi del Rubin Kazan', battuti 3-1 in casa e fermati sull'1-1 in trasferta. Il Lione viene inserito nell'ostico girone D, dove incrocia nuovamente il Real Madrid: completano il raggruppamento Ajax e Dinamo Zagabria. Dopo lo 0-0 di Amsterdam, i croati vengono sconfitti 2-0 alla Gerland: la successiva doppia sconfitta contro i madrileni rischia di compromettere il passaggio del turno. Per restare in corsa è necessario battere l'Ajax, ma con gli olandesi finisce ancora una volta a reti bianche. L'impresa appare disperata: il Lione dovrebbe vincere a Zagabria segnando un numero elevato di gol per via della differenza reti con i lancieri. Il vantaggio iniziale di Kovačić suona come una condanna, ma il Lione compie un'incredibile impresa vincendo quella partita per 7-1 e qualificandosi agli ottavi di finale come seconda del gruppo. Altrettanto clamorosa è l'eliminazione dei Gones per mano dei ciprioti dell'APOEL, autentica rivelazione del torneo. Il Lione si illude con la vittoria casalinga per 1-0 firmata Lacazette: a Nicosia l'APOEL pareggia i conti con Manduca e manda la sfida ai rigori, dove sono decisivi gli errori dello stesso Lacazette e di Bastos.
Il Lione salva la stagione conquistando la Coupe de France per la quinta volta nella sua storia: sul cammino verso la finale vengono eliminati il Bordeaux agli ottavi e il PSG ai quarti, mentre è l'Ajaccio a farne le spese in semifinale. Alla finalissima dello Stade de France il Lione si trova davanti il Quevilly, squadra del Championnat National maestra delle imprese in questa competizione: un gol di Lisandro consegna ai Gones il trofeo. Il Lione rischia di fare il double con la Coupe de la Ligue: anche qui arriva in finale, eliminando nell'ordine Saint-Étienne, Lilla e Lorient. La finale è contro l'Olympique Marsiglia: la rete di Brandão nei supplementari nega ai Gones quella che sarebbe stata la loro seconda affermazione nella competizione.

## Maglie e sponsor
I principali sponsor tecnici per la stagione 2011-2012 sono Everest Poker in Ligue 1 e Veolia Environnement in Champions League, mentre nelle coppe nazionali sono spesso cambiati: lo sponsor ufficiale è Adidas. La prima maglia è bianca con doppia banda orizzontale rossa e blu, calzoncini e calzettoni bianchi. La seconda maglia è blu con risvolti rossi, calzoncini e calzettoni blu. La terza maglia è viola con doppia banda orizzontale rossa e blu, calzoncini bianchi e calzettoni viola.
| Casa | Trasferta | Terza Divisa |

## Organigramma societario
Area direttiva
- Presidente: Jean-Michel Aulas
- Consigliere: Bernard Lacombe
- Finanze: Emmanuelle Sarrabay
- Contabilità: Didier Kermarrec
- Comunicazione: Olivier Blanc
- Marketing: Vincent-Baptiste Closon
- Settore giovanile: Sthéphane Roche
- Coordinatore sportivo: Guy Genet
- Ufficio stampa: Pierre Bideau
- Ambasciatore: Sonny Anderson

Area tecnica
- Allenatore: Rémi Garde
- Allenatore in seconda: Bruno Genesio
- Assistente allenatore: Patrick Collot
- Preparatore prima squadra: Christophe Toni
- Preparatore degli attaccanti: Sonny Anderson
- Preparatore dei portieri: Joël Bats
- Medico sociale: Emmanuel Ohrant
- Fisioterapisti: Sylvain Rousseau, Patrick Perret, Abdeljelil Redissi
- Fitness: Alexandre Dellal, Robert Duverne
- Direttori generali: Guy Genet, Jérôme Renaud

## Rosa
| N. |                                 | Ruolo | Calciatore             |
| -- | ------------------------------- | ----- | ---------------------- |
| 1  | Francia (bandiera)              | P     | Hugo Lloris            |
| 2  | Francia (bandiera)              | D     | Lamine Gassama         |
| 3  | Brasile (bandiera)              | D     | Cris                   |
| 4  | Burkina Faso (bandiera)         | D     | Bakary Koné            |
| 5  | Croazia (bandiera)              | D     | Dejan Lovren           |
| 6  | Svezia (bandiera)               | C     | Kim Källström          |
| 7  | Francia (bandiera)              | C     | Clément Grenier        |
| 8  | Bosnia ed Erzegovina (bandiera) | C     | Miralem Pjanić         |
| 8  | Francia (bandiera)              | C     | Yoann Gourcuff         |
| 9  | Argentina (bandiera)            | A     | Lisandro               |
| 10 | Brasile (bandiera)              | C     | Ederson                |
| 11 | Brasile (bandiera)              | C     | Michel Bastos          |
| 12 | Francia (bandiera)              | D     | Timothée Kolodziejczak |
| 13 | Francia (bandiera)              | C     | Anthony Réveillère     |
| 14 | Francia (bandiera)              | D     | Mouhamadou Dabo        |
| 15 | Francia (bandiera)              | C     | Gueïda Fofana          |
| 16 | Svizzera (bandiera)             | P     | Jérémy Frick           |
| 17 | Francia (bandiera)              | A     | Alexandre Lacazette    |
| 18 | Francia (bandiera)              | A     | Bafétimbi Gomis        |

| N. |                                | Ruolo | Calciatore       |
| -- | ------------------------------ | ----- | ---------------- |
| 19 | Francia (bandiera)             | C     | Jimmy Briand     |
| 20 | Francia (bandiera)             | D     | Aly Cissokho     |
| 21 | Francia (bandiera)             | C     | Maxime Gonalons  |
| 22 | Mali (bandiera)                | C     | Sidy Koné        |
| 24 | Francia (bandiera)             | C     | Jérémy Pied      |
| 25 | Francia (bandiera)             | A     | Yassine Benzia   |
| 26 | Ghana (bandiera)               | D     | John Mensah      |
| 27 | Francia (bandiera)             | A     | Yannis Tafer     |
| 28 | Francia (bandiera)             | P     | Mathieu Valverde |
| 30 | Francia (bandiera)             | P     | Rémy Vercoutre   |
| 36 | Francia (bandiera)             | D     | Sébastien Faure  |
| 37 | Francia (bandiera)             | D     | Thomas Fontaine  |
| 38 | Emirati Arabi Uniti (bandiera) | D     | Hamdan Al Kamali |
| 39 | Francia (bandiera)             | A     | Ishak Belfodil   |
| 40 | Portogallo (bandiera)          | P     | Anthony Lopes    |
| 43 | Francia (bandiera)             | D     | Samuel Umtiti    |
| 49 | Francia (bandiera)             | C     | Jordan Ferri     |
| 52 | Francia (bandiera)             | C     | Alassane Pléa    |
| 55 | Rep. Centrafricana (bandiera)  | D     | Amos Youga       |

## Calciomercato

### Sessione estiva
| Acquisti | Acquisti        | Acquisti   | Acquisti                   |
| R.       | Nome            | da         | Modalità                   |
| -------- | --------------- | ---------- | -------------------------- |
| D        | Loïc Abenzoar   | Arles      | fine prestito              |
| D        | Mouhamadou Dabo | Siviglia   | definitivo (800.000 €)     |
| D        | Bakary Koné     | Guingamp   | definitivo (2 milioni €)   |
| D        | John Mensah     | Sunderland | fine prestito              |
| D        | Nicolas Seguin  | Digione    | fine prestito              |
| C        | Gueïda Fofana   | Le Havre   | definitivo (1,8 milioni €) |
| A        | Yannis Tafer    | Tolosa     | fine prestito              |

| Cessioni | Cessioni         | Cessioni    | Cessioni                  |
| R.       | Nome             | a           | Modalità                  |
| -------- | ---------------- | ----------- | ------------------------- |
| P        | Mathieu Gorgelin | Red Star    | prestito                  |
| D        | Loïc Abenzoar    | Vannes      | prestito                  |
| D        | Pape Diakhaté    | Dinamo Kiev | fine prestito             |
| C        | César Delgado    |             | svincolato                |
| C        | Miralem Pjanić   | Roma        | definitivo (11 milioni €) |
| C        | Enzo Réale       | Boulogne    | prestito                  |
| C        | Jérémy Toulalan  | Malaga      | definitivo (11 milioni €) |
| A        | Harry Novillo    | Le Havre    | prestito                  |

### Sessione invernale
| Acquisti | Acquisti         | Acquisti | Acquisti |
| R.       | Nome             | da       | Modalità |
| -------- | ---------------- | -------- | -------- |
| D        | Hamdan Al Kamali | Al-Wahda | prestito |

| Cessioni | Cessioni       | Cessioni | Cessioni   |
| R.       | Nome           | a        | Modalità   |
| -------- | -------------- | -------- | ---------- |
| D        | Lamine Gassama |          | svincolato |
| A        | Ishak Belfodil | Bologna  | prestito   |

### Operazione esterna alle sessioni
| Acquisti | Acquisti         | Acquisti | Acquisti   |
| R.       | Nome             | da       | Modalità   |
| -------- | ---------------- | -------- | ---------- |
| P        | Mathieu Valverde |          | svincolato |

## Risultati

### Ligue 1

#### Girone di andata
| Arbitro: | Stéphane Lannoy |

|            |           |                                     |
| Mounier 6’ | Marcatori | 10’ Lisandro 33’ Gomis 74’ Gonalons |

| Arbitro: | Hervé Piccirillo |

|              |           |                 |
| Lisandro 83’ | Marcatori | 59’ Sammaritano |

| Arbitro: | Fredy Fautrel |

|               |           |           |
| Lesoimier 12’ | Marcatori | 69’ Gomis |

| Arbitro: | Antony Gautier |

|                     |           |              |
| Pjanić 49’ Pied 83’ | Marcatori | 90+1’ Bedimo |

| Arbitro: | Olivier Thual |

|             |           |                           |
| Corgnet 43’ | Marcatori | 6’ (aut.) Bamba 54’ Gomis |

| Arbitro: | Laurent Duhamel |

|                      |           |  |
| Gomis 17’ Bastos 29’ | Marcatori |  |

| Arbitro: | Saïd Ennjimi |

|             |           |  |
| Nivet 45+2’ | Marcatori |  |

| Arbitro: | Lionel Jaffredo |

|                          |           |             |
| Gomis 8’, 33’ Bastos 64’ | Marcatori | 86’ Modeste |

| Arbitro: | Stéphane Lannoy |

|                        |           |  |
| Pastore 64’ Jallet 90’ | Marcatori |  |

| Arbitro: | Ruddy Buquet |

|                           |           |             |
| Bastos 26’, 31’ Gomis 28’ | Marcatori | 88’ Jo-Gook |

| Arbitro: | Fredy Fautrel |

|                                 |           |            |
| Sow 45+1’ Baša 65’ Joe Cole 83’ | Marcatori | 22’ Briand |

| Arbitro: | Tony Chapron |

|                           |           |  |
| Briand 82’ Gourcuff 90+1’ | Marcatori |  |

| Arbitro: | Pascal Vileo |

|                                          |           |               |
| Cissokho 10’ (aut.) Boudebouz 43’ (rig.) | Marcatori | 14’ Lacazette |

| Arbitro: | Laurent Duhamel |

|             |           |                              |
| Ederson 36’ | Marcatori | 39’ Pitroipa 53’ Kembo Ekoko |

| Arbitro: | Hervé Piccirillo |

|  |           |                              |
|  | Marcatori | 20’, 68’ Lisandro 88’ Bastos |

| Arbitro: | Saïd Ennjimi |

|                                      |           |                       |
| B. Koné 38’ Ederson 52’ Lisandro 66’ | Marcatori | 68’ Bulut 75’ Sissoko |

| Arbitro: | Philippe Kalt |

|  |           |               |
|  | Marcatori | 54’ Lacazette |

| Arbitro: | Jean-Charles Cailleux |

|                         |           |           |
| Briand 35’ Lisandro 71’ | Marcatori | 43’ Sagbo |

| Arbitro: | Philippe Malige |

|                     |           |  |
| Cissokho 28’ (aut.) | Marcatori |  |

#### Girone di ritorno
| Arbitro: | Stéphane Lannoy |

|            |           |  |
| Giroud 62’ | Marcatori |  |

| Arbitro: | Bartolomeu Varela |

|                                   |           |              |
| Briand 8’ Gomis 82’ Lacazette 90’ | Marcatori | 61’ Sankharé |

| Arbitro: | Antony Gautier |

|                         |           |                              |
| Cheyrou 16’ Brandão 34’ | Marcatori | 36’ Gomis 45’ (aut.) Diawara |

| Arbitro: | Pascal Vileo |

|                     |           |                       |
| Lisandro 86’ (rig.) | Marcatori | 13’ Hamouma 73’ Nabab |

| Arbitro: | Hervé Piccirillo |

|              |           |  |
| Gouffran 41’ | Marcatori |  |

| Arbitro: | Fredy Fautrel |

|                                              |           |                                        |
| Gomis 34’ Lisandro 36’ Bastos 40’ Briand 58’ | Marcatori | 21’, 90+4’ Hoarau 45+2’ Nenê 73’ Ceará |

| Arbitro: | Pascal Vileo |

|                          |           |  |
| Puygrenier 66’ Bakar 72’ | Marcatori |  |

| Arbitro: | Saïd Ennjimi |

|                            |           |               |
| Lacazette 12’ Lisandro 38’ | Marcatori | 45+1’ Chedjou |

| Arbitro: | Lionel Jaffredo |

|  |           |           |
|  | Marcatori | 81’ Gomis |

| Arbitro: | Hervé Piccirillo |

|                     |           |           |
| Lovren 4’ Gomis 65’ | Marcatori | 71’ Maïga |

| Arbitro: | Philippe Malige |

|           |           |              |
| Erdinç 5’ | Marcatori | 75’ Lisandro |

| Arbitro: | Ruddy Buquet |

|                                 |           |            |
| Lisandro 29’ (rig.), 72’ (rig.) | Marcatori | 42’ Traoré |

| Arbitro: | Laurent Duhamel |

|                                    |           |  |
| Sirieix 9’ Rivière 22’ Bulut 90+1’ | Marcatori |  |

| Arbitro: | Sébastien Moreira |

|                                 |           |                              |
| Cris 38’ Lisandro 77’ Gomis 85’ | Marcatori | 22’ Monnet-Paquet 26’ Autret |

| Arbitro: | Tony Chapron |

|           |           |                                        |
| Sagbo 15’ | Marcatori | 23’ B. Koné 68’ Briand 90+1’ Lacazette |

| Arbitro: | Nicolas Rainville |

|                                       |           |            |
| Lisandro 35’, 72’ Cris 69’ Briand 88’ | Marcatori | 38’ Cohade |

| Arbitro: | Clément Turpin |

|              |           |             |
| Gourcuff 37’ | Marcatori | 75’ Lorenzi |

| Arbitro: | Nicolas Rainville |

|             |           |           |
| Eduardo 58’ | Marcatori | 53’ Gomis |

| Arbitro: | Olivier Thual |

|                              |           |                                                          |
| Lisandro 21’ Briand 26’, 69’ | Marcatori | 31’ Monzón 37’ Coulibaly 53’ (aut.) Lloris 73’ Gonçalves |

### Coupe de France
| Arbitro: | Alexandre Castro |

|               |           |                       |
| Bouderbal 39’ | Marcatori | 4’, 29’, 37’ Lisandro |

| Arbitro: | Fredy Fautrel |

|  |           |                        |
|  | Marcatori | 75’ Gomis 90’ Lisandro |

| Arbitro: | Philippe Kalt |

|                                     |           |            |
| Lacazette 37’ Gomis 96’ Briand 118’ | Marcatori | 23’ Jussiê |

| Arbitro: | Clément Turpin |

|          |           |                                        |
| Nenê 19’ | Marcatori | 25’ Källström 39’ Lisandro 90+2’ Gomis |

| Arbitro: | Saïd Ennjimi |

|  |           |                                                  |
|  | Marcatori | 59’ Lacazette 73’ Lisandro 80’ Grenier 90’ Gomis |

| Arbitro: | Hervé Piccirillo |

|              |           |  |
| Lisandro 28’ | Marcatori |  |

### Coupe de la Ligue
| Arbitro: | Clément Turpin |

|                |           |                              |
| Aubameyang 88’ | Marcatori | 40’ Briand 72’ (rig.) Bastos |

| Arbitro: | Laurent Duhamel |

|                            |           |              |
| Källström 41’ Lisandro 65’ | Marcatori | 28’ Joe Cole |

| Arbitro: | Ruddy Buquet |

|                                |           |                                               |
| Emeghara 59’ Monnet-Paquet 68’ | Marcatori | 80’, 120+2’ Lacazette 90+4’ Briand 102’ Gomis |

| Arbitro: | Stéphane Lannoy |

|  |           |              |
|  | Marcatori | 105’ Brandão |

### Champions League

#### Turni preliminari
| Arbitro: | Gianluca Rocchi |

|                                            |           |            |
| Gomis 10’ Kverkvelia 40’ (aut.) Briand 71’ | Marcatori | 3’ Dyadyun |

| Arbitro: | Frank De Bleeckere |

|            |           |             |
| Natkho 77’ | Marcatori | 87’ B. Koné |

#### Fase a gironi
| Amsterdam 14 settembre 2011, ore 20:45 CEST Girone D - 1ª giornata | Ajax           | 0 – 0 referto | Olympique Lione | Amsterdam ArenA (49.504 spett.)\| Arbitro: \| Wolfgang Stark \| |
| Arbitro:                                                           | Wolfgang Stark |               |                 |                                                                 |

| Arbitro: | Pavel Královec |

|                       |           |  |
| Gomis 23’ B. Koné 42’ | Marcatori |  |

| Arbitro: | Cüneyt Çakır |

|                                                     |           |  |
| Benzema 19’ Khedira 45’ Lloris 55’ (aut.) Ramos 81’ | Marcatori |  |

| Arbitro: | Nicola Rizzoli |

|  |           |                         |
|  | Marcatori | 24’, 69’ (rig.) Ronaldo |

| Lione 22 novembre 2011, ore 20:45 CET Girone D - 5ª giornata | Olympique Lione | 0 – 0 referto | Ajax | Stade de Gerland (35.070 spett.)\| Arbitro: \| Jonas Eriksson \| |
| Arbitro:                                                     | Jonas Eriksson  |               |      |                                                                  |

| Arbitro: | Mark Clattenburg |

|             |           |                                                               |
| Kovačić 10’ | Marcatori | 45’, 48’, 52’, 70’ Gomis 47’ Gonalons 64’ Lisandro 75’ Briand |

#### Fase finale
| Arbitro: | Paolo Tagliavento |

|               |           |  |
| Lacazette 58’ | Marcatori |  |

| Arbitro: | Alberto Undiano Mallenco |

|                                          |                      |                                           |
| Manduca 9’                               | Marcatori            |                                           |
| Aílton Nuno Morais Alexandrou Tričkovski | Tiri di rigore 4 – 3 | Källström Lisandro Gomis Lacazette Bastos |

## Statistiche

### Statistiche di squadra
| Competizione      | Punti | In casa | In casa | In casa | In casa | In casa | In casa | In trasferta | In trasferta | In trasferta | In trasferta | In trasferta | In trasferta | Totale | Totale | Totale | Totale | Totale | Totale | DR  |
| Competizione      | Punti | G       | V       | N       | P       | Gf      | Gs      | G            | V            | N            | P            | Gf           | Gs           | G      | V      | N      | P      | Gf     | Gs     | DR  |
| ----------------- | ----- | ------- | ------- | ------- | ------- | ------- | ------- | ------------ | ------------ | ------------ | ------------ | ------------ | ------------ | ------ | ------ | ------ | ------ | ------ | ------ | --- |
| Ligue 1           | 64    | 19      | 13      | 3       | 3       | 44      | 27      | 19           | 6            | 4            | 9            | 20           | 24           | 38     | 19     | 7      | 12     | 64     | 51     | +13 |
| Coupe de France   | -     | 1       | 1       | 0       | 0       | 3       | 1       | 4            | 4            | 0            | 0            | 12           | 2            | 6      | 6      | 0      | 0      | 16     | 3      | +13 |
| Coupe de la Ligue | -     | 1       | 1       | 0       | 0       | 2       | 1       | 2            | 2            | 0            | 0            | 6            | 3            | 4      | 3      | 0      | 1      | 8      | 5      | +3  |
| Champions League  | -     | 5       | 3       | 1       | 1       | 6       | 3       | 5            | 1            | 1            | 3            | 8            | 6            | 10     | 4      | 2      | 4      | 14     | 9      | +5  |
| Totale            | -     | 26      | 18      | 4       | 4       | 55      | 32      | 30           | 13           | 5            | 12           | 46           | 35           | 58     | 32     | 9      | 17     | 102    | 68     | +34 |

### Statistiche dei giocatori
| Giocatore        | Ligue 1  | Ligue 1 | Ligue 1     | Ligue 1    | Coupe de France Coupe de la Ligue | Coupe de France Coupe de la Ligue | Coupe de France Coupe de la Ligue | Coupe de France Coupe de la Ligue | Champions League | Champions League | Champions League | Champions League | Totale   | Totale | Totale      | Totale     |
| Giocatore        | Presenze | Reti    | Ammonizioni | Espulsioni | Presenze                          | Reti                              | Ammonizioni                       | Espulsioni                        | Presenze         | Reti             | Ammonizioni      | Espulsioni       | Presenze | Reti   | Ammonizioni | Espulsioni |
| ---------------- | -------- | ------- | ----------- | ---------- | --------------------------------- | --------------------------------- | --------------------------------- | --------------------------------- | ---------------- | ---------------- | ---------------- | ---------------- | -------- | ------ | ----------- | ---------- |
| H. Al Kamali     | -        | -       | -           | -          | -                                 | -                                 | -                                 | -                                 | -                | -                | -                | -                | -        | -      | -           | -          |
| M. Bastos        | 26       | 6       | 2           | 0          | 5+4                               | 0+1                               | 0+1                               | 0                                 | 8                | 0                | 1                | 0                | 43       | 7      | 4           | 0          |
| I. Belfodil      | 7        | 0       | 0           | 0          | 0                                 | 0                                 | 0                                 | 0                                 | 2                | 0                | 0                | 0                | 9        | 0      | 0           | 0          |
| Y. Benzia        | 1        | 0       | 0           | 0          | -                                 | -                                 | -                                 | -                                 | -                | -                | -                | -                | 1        | 0      | 0           | 0          |
| J. Briand        | 37       | 9       | 3           | 0          | 5+4                               | 1+2                               | 0+1                               | 0                                 | 10               | 2                | 1                | 0                | 56       | 14     | 5           | 0          |
| A. Cissokho      | 31       | 0       | 5           | 0          | 4+4                               | 0                                 | 0                                 | 0                                 | 9                | 0                | 1                | 0                | 48       | 0      | 6           | 0          |
| Cris             | 20       | 2       | 3           | 0          | 2+2                               | 0                                 | 1+0                               | 0                                 | 4                | 0                | 2                | 0                | 28       | 2      | 6           | 0          |
| M. Dabo          | 15       | 0       | 2           | 1          | 5+3                               | 0                                 | 0+1                               | 0+1                               | 3                | 0                | 0                | 0                | 26       | 0      | 3           | 2          |
| Ederson          | 15       | 2       | 0           | 0          | 1+3                               | 0                                 | 0+1                               | 0                                 | 6                | 0                | 0                | 0                | 25       | 2      | 1           | 0          |
| J. Ferri         | 0        | 0       | 0           | 0          | -                                 | -                                 | -                                 | -                                 | -                | -                | -                | -                | 0        | 0      | 0           | 0          |
| G. Fofana        | 18       | 0       | 3           | 0          | 4+0                               | 0                                 | 0                                 | 0                                 | 3                | 0                | 1                | 0                | 25       | 0      | 4           | 0          |
| J. Frick         | 0        | 0       | 0           | 0          | -                                 | -                                 | -                                 | -                                 | -                | -                | -                | -                | 0        | 0      | 0           | 0          |
| L. Gassama       | 0        | 0       | 0           | 0          | -                                 | -                                 | -                                 | -                                 | 0                | 0                | 0                | 0                | 0        | 0      | 0           | 0          |
| B. Gomis         | 36       | 14      | 2           | 0          | 6+3                               | 4+1                               | 2+1                               | 0                                 | 9                | 6                | 2                | 0                | 54       | 25     | 7           | 0          |
| M. Gonalons      | 35       | 1       | 7           | 0          | 5+4                               | 0                                 | 0                                 | 0                                 | 8                | 1                | 1                | 0                | 52       | 2      | 8           | 0          |
| Y. Gourcuff      | 13       | 2       | 1           | 1          | 3+2                               | 0                                 | 0                                 | 0                                 | 5                | 0                | 0                | 0                | 23       | 2      | 1           | 1          |
| C. Grenier       | 21       | 0       | 3           | 1          | 4+3                               | 1+0                               | 3+1                               | 0                                 | 2                | 0                | 0                | 0                | 30       | 1      | 7           | 1          |
| K. Källström     | 32       | 0       | 6           | 0          | 6+4                               | 1+1                               | 2+1                               | 0                                 | 9                | 0                | 2                | 0                | 51       | 2      | 11          | 0          |
| T. Kolodziejczak | 1        | 0       | 0           | 0          | -                                 | -                                 | -                                 | -                                 | -                | -                | -                | -                | 1        | 0      | 0           | 0          |
| B. Koné          | 28       | 2       | 6           | 0          | 4+0                               | 0                                 | 1+0                               | 0                                 | 9                | 2                | 2                | 0                | 41       | 4      | 9           | 0          |
| S. Koné          | 2        | 0       | 0           | 1          | -                                 | -                                 | -                                 | -                                 | -                | -                | -                | -                | 2        | 0      | 0           | 1          |
| A. Lacazette     | 29       | 5       | 6           | 0          | 4+4                               | 2+2                               | 1+1                               | 0                                 | 6                | 1                | 0                | 0                | 43       | 10     | 8           | 0          |
| Lisandro         | 28       | 16      | 2           | 0          | 4+4                               | 7+1                               | 0                                 | 0                                 | 6                | 1                | 0                | 0                | 42       | 25     | 2           | 0          |
| H. Lloris        | 36       | -49     | 0           | 1          | 5+3                               | -2                                | 0                                 | 0                                 | 10               | -2               | 0                | 0                | 54       | -53    | 0           | 1          |
| A. Lopes         | -        | -       | -           | -          | 1+0                               | 0                                 | 0                                 | 0                                 | -                | -                | -                | -                | 1        | 0      | 0           | 0          |
| D. Lovren        | 18       | 1       | 4           | 1          | 3+2                               | 0                                 | 1+1                               | 0+1                               | 8                | 0                | 1                | 0                | 31       | 1      | 7           | 2          |
| J. Mensah        | 1        | 0       | 0           | 0          | -                                 | -                                 | -                                 | -                                 | -                | -                | -                | -                | 1        | 0      | 0           | 0          |
| H. Novillo       | 1        | 0       | 0           | 0          | -                                 | -                                 | -                                 | -                                 | -                | -                | -                | -                | 1        | 0      | 0           | 0          |
| J. Pied          | 14       | 1       | 0           | 0          | 2+0                               | 0                                 | 0                                 | 0                                 | 3                | 0                | 0                | 0                | 19       | 1      | 0           | 0          |
| M. Pjanić        | 3        | 1       | 1           | 0          | -                                 | -                                 | -                                 | -                                 | 2                | 0                | 0                | 0                | 5        | 1      | 1           | 0          |
| A. Réveillère    | 33       | 0       | 4           | 0          | 5+2                               | 0                                 | 0                                 | 0                                 | 9                | 0                | 1                | 0                | 49       | 0      | 5           | 0          |
| Y. Tafer         | 0        | 0       | 0           | 0          | -                                 | -                                 | -                                 | -                                 | -                | -                | -                | -                | 0        | 0      | 0           | 0          |
| S. Umtiti        | 12       | 0       | 2           | 0          | 3+3                               | 0                                 | 0                                 | 0                                 | -                | -                | -                | -                | 18       | 0      | 2           | 0          |
| M. Valverde      | -        | -       | -           | -          | 1+0                               | -1-0                              | 0                                 | 0                                 | -                | -                | -                | -                | 1        | -1     | 0           | 0          |
| R. Vercoutre     | 3        | -3      | 0           | 0          | 0+1                               | 0                                 | 0                                 | 0                                 | -                | -                | -                | -                | 4        | -3     | 0           | 0          |
| A. Youga         | 0        | 0       | 0           | 0          | -                                 | -                                 | -                                 | -                                 | -                | -                | -                | -                | 0        | 0      | 0           | 0          |